# Morino
Morino är en ort och kommun i provinsen L'Aquila i regionen Abruzzo i Italien. Kommunen hade 1 403 invånare (2018).